# La orca
Pour plus de détails, voir Fiche technique et Distribution.
La orca est un giallo érotique italien réalisé par Eriprando Visconti et sorti en 1976.

## Synopsis
Trois amis organisent l'enlèvement d'Alice, une étudiante issue d'une famille lombarde de haut rang. L'un des ravisseurs, Michele, est chargé de la surveiller en permanence dans une ferme abandonnée.
Si, dans un premier temps, la jeune fille est contrainte d'accepter les attentions de Michele, elle finira par faire succomber l'homme.
La police localise et encercle la maison : le criminel, effrayé, remet son arme à la jeune fille, qui tue le garçon sans le moindre remords. Les autorités prennent leurs responsabilités, disculpant ainsi Alice du crime qu'elle a commis.

## Fiche technique
- Titre original italien : La orca[1]
- Réalisateur : Eriprando Visconti
- Scénario : Eriprando Visconti, Roberto Gandus
- Photographie : Blasco Giurato
- Montage : Franco Arcalli
- Musique : Federico Monti Arduini
- Effets spéciaux : Luciano Anzelotti
- Décors : Francesco Vanorio
- Production : Marcello D'Amico
- Société de production : Serena Film 75
- Pays de production :  Italie
- Langue originale : italien
- Format : couleur - 1,85:1 - Son mono - 35 mm
- Durée : 90 minutes
- Genre : Giallo érotique
- Dates de sortie :
  - Italie : 1950 (visa délivré le 30 septembre 1950[1])

## Distribution
- Michele Placido : Michele
- Rena Niehaus : Alice
- Vittorio Mezzogiorno : policier
- Carmen Scarpitta : Irène, la mère d'Alice
- Lisa Morpurgo : Elisa
- Flavio Bucci : Gino
- Bruno Corazzari : Paolo
- Gabriele Ferzetti : Valerio, le père d'Alice

## Production
Le film est inspiré du roman Horcynus Orca (it) de Stefano D'Arrigo.
La distribution comprend les noms de Michele Placido et Flavio Bucci, acteurs encore émergents à l'époque.
La quasi-totalité du long métrage se déroule dans les environs de Pavie. Tourné en cinq semaines seulement, il a été produit avec un budget limité à 40 millions de lires (l'équivalent d'environ 214 000 euros en 2022).
Le film ayant reçu un excellent accueil de la part du public, Visconti a réalisé la suite, Oedipus orca, sortie l'année suivante.

## Exploitation
Sorti dans les salles italiennes à partir du 19 février 1976, il a été interdit aux mineurs de moins de 18 ans. Pendant une courte période, il a même été saisi par le Tribunal de Rome. Ce n'est qu'en 2006, à la suite d'une révision ministérielle, que la limite d'âge a été abaissée à 14 ans.

### Accueil critique
L'orca a rapporté plus d'un milliard de lires. Il s'agit du plus grand succès commercial du réalisateur.
Les critiques sont partagées à l'époque. Giovanni Grazzini s'est exprimé favorablement, soulignant qu'« Eriprando Visconti a eu raison de négliger les lieux communs du film d'action et de se concentrer sur les tensions psychologiques ». Morando Morandini était d'un avis contraire : « En s'essayant à nouveau au crime, E. Visconti, neveu de Luchino, a réalisé un gâchis maladroit dans lequel le faible budget n'est qu'une circonstance atténuante générique ».
Avec le temps, le film a été redécouvert et apprécié par les amateurs de cinéma de genre. Le magazine Nocturno le considère comme un film culte.